# EBLM J0555-57Ab
EBLM J0555-57Ab is een rode dwerg in het stersysteem EBLM J0555-57 in het sterrenbeeld Schilder. EBLM J0555-57Ab is de kleinste van drie sterren in het stersysteem en voor zover bekend ook de kleinste bekende ster. De ster staat in het sterrenbeeld Schilder, maar maakt er door het formaat geen deel van uit en is ook niet met het blote oog zichtbaar. De twee andere sterren in het systeem, EBLM J0555-57Aa en EBLM J0555-57B, maken wel deel uit van het sterrenbeeld Schilder. Het geheel staat op ongeveer 600  lichtjaar bij de Aarde vandaan.

## Ontdekking
De ster werd in de nacht van 16 juli 2017 ontdekt, terwijl het zijn partnerster EBLMJ0555-57Aa passeerde. Deze twee sterren vormen een stel eclipserende dubbelsterren. Deze methode (het veroorzaken van een eclips bij een ster) wordt als ontdekkingsmethode toegepast bij het project Wide Angle Search for Planets en, zoals de naam al stelt, wordt normaal gesproken gebruikt om exoplaneten te ontdekken. Het project WASP wordt gehouden door de Universiteiten van Keele, Warwick, Leicester en St. Andrews. Via het Dopplereffect, verkregen via gegevens van CORALIE-spectrograaf, werd ook het gewicht van de ster berekend. Uit waarnemingen blijkt dat de ster een, licht excentrische, baan heeft van ongeveer 8 dagen.

## Karakteristieken van de ster
De ster is maar net ietsje groter in diameter dan de planeet Saturnus en heeft een massa van ongeveer 85 keer de planeet Jupiter, daarmee is het net groot genoeg om kernfusie op te wekken. Iets kleiner en er zou waarschijnlijk onvoldoende druk in de kern zijn (behouden) om waterstof tot helium te laten fuseren. De ster had dan na verloop van tijd verworden tot een bruine dwerg.